# Wilhelm I. von Champlitte

Wappen des Fürstentums Achaia unter der Herrschaft von Wilhelm I. von Champlitte.

Wilhelm I. von Champlitte († 1209) war ein Teilnehmer am Vierten Kreuzzug und von 1205 bis 1209 der erste Fürst von Achaia. 
Wilhelm war der dritte Sohn des Odo von Champlitte, welcher womöglich ein Sohn des Grafen Hugo von Champagne gewesen war. Während des Kreuzzugs schloss er Bekanntschaft mit Bonifatius I. von Montferrat und half, dessen Differenzen mit Balduin von Flandern, dem ersten lateinischen Kaiser, zu überwinden. Nach der Eroberung Konstantinopels und der Aufteilung des Byzantinischen Reichs nahm er im Herbst 1204 an dem Feldzug Bonifatius von Montferrats zur Eroberung Griechenlands teil. Wilhelm landete 1205 gemeinsam mit Gottfried I. von Villehardouin an der Westküste der Morea (Peloponnes). Sie besetzten Patras und Andravida, Korinth und Argos. Papst Innozenz III. ernannte ihn zum princeps totius Achaie provinciae. Im nordwestlichen Teil der Morea, in dem Gebiet bis zum Fuß des Taygetos-Gebirges errichtete er das fränkische Fürstentum Achaia. Wegen der Herkunft seines Großvaters (von Champagne), wurde er von den Griechen Campanezis (Καμπανέζης) genannt.
Als er 1209 mit der Organisation der Verwaltung des Fürstentums befasst war, erhielt er die Nachricht, dass sein älterer Bruder Ludwig kinderlos gestorben war. Wilhelm I. verteilte das Land als Lehen unter seine Ritter. Dann eilte er nach Frankreich, um seine Rechte als Oberhaupt der Familie zu wahren. Er starb auf der Reise in Apulien. Kurz darauf starb auch sein Neffe Hugo von Champlitte, den Wilhelm zu seinem Stellvertreter in der Morea bestimmt hatte. Gottfried I. von Villehardouin wurde sein Nachfolger. 